# Herb Dąbrowy Białostockiej
Herb Dąbrowy Białostockiej – jeden z symboli miasta Dąbrowa Białostocka i gminy Dąbrowa Białostocka w postaci herbu. Herb nadała Miejska Rada Narodowa w 1986 roku.

## Wygląd i symbolika
Herb przedstawia wizerunek zielonego dębu na biało-czerwonej tarczy herbowej. Dąb stoi na zielonej murawie.
Jest to herb mówiący, ponieważ dąb nawiązuje do nazwy miasta.